# Библиография Айзека Азимова
Айзек Азимов (1920—1992) — американский писатель-фантаст, популяризатор науки, биохимик. Родился 2 января 1920 года в России, деревня Петровичи, Смоленская область. 
В данной статье представлен список различных литературных произведений, научно-популярных статей, написанных американским писателем-фантастом. За время творчества Азимов написал и опубликовал более 700 различных произведений, среди них 40 романов, 383 рассказа, более 280 различных научно-популярных книг и статей. Кроме того, был редактором 147 книг по научной фантастике.

## Научная фантастика
1950
- «Pebble in the sky» — «Камешек в небе»
- «I, robot» (сборник) — «Я, робот» (Содержание: «Робби», «Хоровод», «Логика», «Как поймать кролика», «Лжец!», «Как потерялся робот», «Выход из положения», «Улики», «Разрешимое противоречие»)

1951
- «The stars, like dust» — «Звёзды как пыль» (1954 — сокращённый вариант «The rebellious stars» — «Мятежные звёзды»)
- «Foundation» — «Основание» (1955 — сокращённый вариант «The thousand-year plan» — «Тысячелетний план»)

1952
- «Foundation and Empire» — «Основание и Империя» (1955 — сокращённый вариант «The man who upset the Universe» — «Человек, перевернувший Вселенную»)
- «The currents of space» — «Космические течения»
- «David Starr, space ranger» — Дэвид Старр, космический рейнджер[англ.]" (под псевдонимом Пол Френч)

1953
- «Second Foundation» — «Второе Основание»
- «Lucky Starr and the pirates of asteroids» — «Лакки Старр и пираты астероидов» (под псевдонимом Пол Френч)

1954
- «The caves of steel» — «Стальные пещеры»
- «Lucky Starr and the oceans of Venus» — «Лакки Старр и океаны Венеры» (под псевдонимом Пол Френч)

1955
- «The end of Eternity» — «Конец Вечности»
- «The martian way and other stories» (сборник) — «Путь марсиан и другие рассказы» (Содержание: «Путь марсиан», «Молодость», «Глубина», «Ловушка для простаков»)

1956
- «Lucky Starr and the big sun of Mercury» — «Лакки Старр и большое солнце Меркурия» (под псевдонимом Пол Френч)

1957
- «The naked sun» — «Обнажённое солнце»
- «Lucky Starr and the moons of Jupiter» — «Лакки Старр и луны Юпитера» (под псевдонимом Пол Френч)
- «Earth is room enough» (сборник) — «На Земле достаточно места» (Содержание: «Мёртвое прошлое», «The Foundation of S.F. success» (поэма), «Выборы», «Секрет бронзовой комнаты», «Небывальщина», «Место, где много воды», «Жизненное пространство», «Послание», «Будете довольны», «Адский огонь», «Седьмая труба», «Как им было весело», «Остряк», «Бессмертный бард», «Когда-нибудь», «The author’s ordeal» (поэма), «Мечты — личное дело каждого»)

1958
- «Lucky Starr and the rings of Saturn» — «Лакки Старр и кольца Сатурна» (под псевдонимом Пол Френч)

1959
- «Nine tomorrows» (сборник) — «Девять завтра» (Содержание: «Профессия», «Чувство силы», «Ночь, которая умирает», «Я в Марсопорте без Хильды», «Сердобольные стервятники», «Все грехи мира», «Моё имя пишется через „C“», «Последний вопрос», «Уродливый мальчуган» (рассказ))

1964
- «The rest of the robots» (сборник) — «Остальные рассказы о роботах» (Содержание: «Робот ЭЛ-76 попадает не туда», «Непреднамеренная победа», «Первый Закон», «Давайте объединимся», «Будете довольны», «Риск», «Ленни», «Раб корректуры», «Стальные пещеры», «Обнажённое Солнце»)

1966
- «Fantastic voyage» — «Фантастическое путешествие»

1967
- «Through a glass, clearly» (сборник) — «Сквозь стекло ясное» (Содержание: «Такой прекрасный день», «Вера», «Выведение человека?..», «С-шлюз»)

1969
- «Nightfall and other stories» (сборник) — «Приход ночи и другие рассказы» (Содержание: «Приход ночи», «Зелёные пятна», «Хозяйка», «Выведение человека?…», «С-шлюз», «Благое намерение», «Что, если…», «Салли», «Мухи», «Здесь нет никого, кроме…», «Такой прекрасный день», «Штрейкбрехер», «…Вставьте шплинт А в гнездо Б…», «Современный волшебник», «В четвёртом поколении», «Что это за штука — любовь?», «Машина-победитель», «Мой сын — физик», «Глазам дано не только видеть», «Сторонник сегрегации»)

1971
- «The best new thing» (сборник) — «Лучшая новинка»

1972
- «The gods themselves» — «Сами боги»
- «The early Asimov» (сборник) — «Ранний Азимов» (Содержание: «Коварная Каллисто», «На околосолнечной орбите», «Открытие Уолтера Силса», «Маятник», «Слишком страшное оружие», «Инок Вечного огня», «Полукровка (Твини)», «Секретное чувство», «Хомо Сол», «Полукровки на Венере», «Мнимые величины», «Наследственность», «История», «Рождество на Ганимеде», «Маленький человек в туннеле», «Прикол», «Супернейтрон», «Не навсегда!», «Законный обряд», «Четырёхмерные киски», «Автора! Автора!», «Смертный приговор», «Тупик», «Нет связи», «Удивительные свойства тиотимолина», «Вслед за Красной королевой», «Мать-Земля»)

1973
- «The best of Isaac Asimov» (сборник)

1974
- «Have you seen these?» (сборник)

1975
- «The heavenly host» — Детская повесть о приключениях мальчика Джонатана Деродина и его друзей на планете Андерсон-2.
- «Buy Jupiter and other stories» (сборник) — «Покупаем Юпитер и другие рассказы» (Содержание: «Дарвинистская бильярдная», «День охотников», «Шах Пепе С.», «Ах, Баттен, Баттен!», «Перст обезьяны», «Эверест», «Пауза», «Давайте не будем», «По-своему исследователь», «Пустота», «Какое дело пчеле?», «Они не прилетят», «Покупаем Юпитер», «Памяти отца», «Дождик, дождик, перестань!», «Отцы-основатели», «Ссылка в ад», «Необходимое условие», «Глубокое исследование», «В лето 2430 от Р.Х.», «Величайшее из достижений», «Возьмите спичку», «Тиотимолин к звёздам», «Световирши»)

1976
- «The dream», «Benjamin’s dream», «Benjamin’s bicentennial blast»
- «Good taste»
- «Bicentennial man and other stories» (сборник) — «Двухсотлетний человек и другие рассказы» (Содержание: «The prime of life» (поэма), «Женская интуиция», «Водный гром», «…Яко помниши его», «Странник в раю», «Жизнь и времена Мультивака», «Отсев», «Двухсотлетний человек», «Когда святые маршируют», «Старый-престарый способ», «Заминка на праздновании Трёхсотлетия», «Озарение»)

1981
- «Three by Asimov» (сборник)

1982
- «Foundation’s Edge» — «Край Основания»
- «The complete robot» (сборник) — «Совершенный робот» (Содержание: «Лучший друг мальчика», «Салли», «Когда-нибудь», «Точка зрения», «Думайте!», «Настоящая любовь», «Робот ЭЛ-76 попадает не туда», «Неожиданная победа», «Странник в раю», «Световирши», «Сторонник сегрегации», «Робби», «Давайте объединимся», «Зеркальное отражение», «Заминка на праздновании Трёхсотлетия», «Первый Закон», «Хоровод», «Логика», «Как поймать кролика», «Лжец!», «Будете довольны», «Ленни», «Раб корректуры», «Как потерялся робот», «Риск», «Выход из положения», «Улики», «Разрешимое противоречие», «Женская интуиция», «…Яко помниши его», «Двухсотлетний человек»)

1983
- «The robots of dawn» — «Роботы зари»
- «Norby, the mixed-up robot» — «Норби, запутанный робот» (в соавторстве с Джанет Азимовой)
- «The winds of change and other stories» (сборник) — «Ветры перемен и другие рассказы» (Содержание: «Ни о чём», «Идеальное решение», «Вера», «Смерть Фоя», «Справедливая замена?», «Для птиц», «Нашли!», «Хороший вкус», «Как это произошло», «Трудно отказаться от иллюзий», «Точка возгорания!», «Он приближается!», «Окончательный ответ», «Последний челнок», «Что бы мы не помнили», «Ничто не даётся даром», «Всего один концерт», «Улыбка, приносящая горе», «Наверняка», «С первого взгляда», «Ветры перемен»)

1984
- «Norby’s other secret» — «Другая тайна Норби» (в соавторстве с Джанет Азимовой)

1985
- «Robots and Empire» — «Роботы и Империя»
- «Norby and the lost princess» — «Норби и потерянная принцесса» (в соавторстве с Джанет Азимовой)
- «Norby and the invaders» — «Норби и захватчики» (в соавторстве с Джанет Азимовой)
- «The edge of tomorrow» (сборник) — «Грань будущего»
- «It’s such a beautiful day» — «Такой прекрасный день»

1986
- «Foundation and Earth» — «Основание и Земля»
- «Norby and the Queen’s necklace» — «Норби и ожерелье королевы» (в соавторстве с Джанет Азимовой)
- «The alternate Asimovs» (сборник)
- «Science fiction by Asimov» (сборник) — «Научная фантастика Азимова»
- «The best science fiction of Isaac Asimov» (сборник) — «Лучшая научная фантастика Исаака Азимова»
- «Robot dreams» (сборник) — «Робот, который видел сны»

1987
- «Fantastic voyage II: Destination brain» — «Фантастическое путешествие II: Место назначения — мозг»
- «Norby finds a villain» — «Норби ищет злодея» (в соавторстве с Джанет Азимовой)
- «Other worlds of Isaac Asimov» (сборник) — «Другие миры Исаака Азимова»

1988
- «Prelude to Foundation» — «Прелюдия к Основанию»
- «Norby down to Earth» — «Норби спускается на Землю» (в соавторстве с Джанет Азимовой)
- «Azazel» (сборник) — «Азазел» (Содержание: «Демон ростом в два сантиметра», «Всего один концерт», «Улыбка, приносящая горе», «Кому достаются трофеи», «Неясный рокот», «Спаситель человечества», «Дело принципа», «О вреде пьянства», «Время писать», «По снежку по мягкому», «Логика есть логика», «Кто быстрее свой путь пройдёт», «Глаз наблюдателя», «Есть многое на небе и земле», «Угадывание мысли», «Весенние битвы», «Галатея», «Полёт фантазии»)

1989
- «Nemesis» — «Немезида»
- «Norby and Yobo’s great adventure» — «Норби и великое приключение адмирала Йоно» (в соавторстве с Джанет Азимовой)
- «The Asimov chronicles: fifty years of Isaac Asimov» (сборник)
- «All the troubles of the world»
- «Franchise»
- «Robby»
- «Sally»

1990
- «Nightfall» (роман) — «Приход ночи» (в соавторстве с Р. Силвербергом)
- «Norby and the oldest dragon» — «Норби и старейшая драконица» (в соавторстве с Джанет Азимовой)
- «Robot visions» (сборник) — «Мечты роботов» (Содержание: «Мечты роботов», «Как жаль!», «Робби», «Логика», «Лжец!», «Хоровод», «Улики», «Как потерялся робот», «Разрешимое противоречие», «Женская интуиция», «Двухсотлетний человек», «Когда-нибудь», «Думай!», «Сторонник сегрегации», «Зеркальное отражение», «Ленни», «Раб корректуры», «Рождество без Родни», сборник статей)
- «The complete stories, volume 1» (сборник)
- «Cal»

1991
- «Norby and the court jester» — «Норби и придворный шут» (в соавторстве с Джанет Азимовой)

1992
- «The ugly little boy» (роман) — «Уродливый мальчуган» (в соавторстве с Р. Силвербергом)
- «The complete stories, volume 2» (сборник)

1993
- «Forward the Foundation» — «Путь к Основанию», издан после смерти автора
- «The positronic man» — «Позитронный человек» (в соавторстве с Р. Силвербергом)

1995
- «Gold» (сборник) — «Золото» (Содержание: «Отказонеустойчивый», «Братишка», «Улыбка Чиппера», «Золото», «Слева направо», «Кэл», «Отчаяние», «Галлюцинация», «Нестабильность», «Александр Бог», «В каньоне», «Прощание с Землёй», «Боевой гимн», «Фегхут и суд», «Народы в космосе», сборник статей)

1996
- «Magic» (сборник рассказов и статей в жанре «фэнтези») — «Магия» (Содержание: «Твоё здоровье», «Критик как очаг культуры», «Твоя работа», «Холодно ли тебе, милая?», «Путешественник во времени», «Глумливое вино», «Сумасшедший учёный», «Предание о трёх принцах», «Поход на врага», «На северо-запад», «Принц Восторгус и беспламенный дракон», сборник статей)

### Серии
Сборник рассказов «Совершенный робот» («The complete robot») и первые три серии ниже составляют так называемую «Историю будущего» Айзека Азимова (произведения приведены в порядке развития описываемых в них событий).
- Детектив Элайдж Бейли и Р. Дэниел Оливо:

1. Мать-Земля (новелла) (1949)
2. Стальные пещеры (1954)
3. Обнажённое солнце (1956)
4. Зеркальное отражение (рассказ) (1972)
5. Роботы Зари (1983)
6. Роботы и Империя (1985)

- Транторианская Империя:

1. Звёзды как пыль (1951)
2. Космические течения (1952)
3. Камешек в небе (1950)
4. Тупик (рассказ) (1945)

- Основание:

1. Прелюдия к Основанию (1988)
2. Путь к Основанию (1993)
3. Основание (1951)
4. Основание и Империя (1952)
5. Второе Основание (1953)
6. Край Основания (1982)
7. Основание и Земля (1986)

- Лакки Старр (под псевдонимом Пол Френч):

1. Дэвид Старр, космический рейнджер (1952)
2. Лакки Старр и пираты астероидов (1953)
3. Лакки Старр и океаны Венеры (1954)
4. Лакки Старр и большое солнце Меркурия (1956)
5. Лакки Старр и луны Юпитера (1957)
6. Лакки Старр и кольца Сатурна (1958)

- Норби (в соавторстве с Джанет Азимовой):

1. Норби, запутанный робот (1983)
2. Другая тайна Норби (1984)
3. Норби и потерянная принцесса (1985)
4. Норби и захватчики (1985)
5. Норби и ожерелье королевы (1986)
6. Норби ищет злодея (1987)
7. Норби спускается на Землю (1988)
8. Норби и великое приключение адмирала Йоно (1989)
9. Норби и старейшая драконица (1990)
10. Норби и придворный шут (1991)

## Детективы
- «A whiff of death» — «Дуновение смерти», первое издание: «The death dealers» — «Дельцы смерти» (1958)
- «Asimov’s mysteries» (сборник) — «Детективы Азимова» (1968) (Содержание: «Поющий колокольчик», «Говорящий камень», «Что в имени?», «Ночь, которая умирает», «Паштет из гусиной печёнки», «Пыль смерти», «Буква закона», «Я в Марсопорте без Хильды», «В плену у Весты», «Годовщина», «Некролог», «Звёздный свет», «Ключ», «Бильярдный шар»)
- «Tales of the black widowers» (сборник) — «Истории Чёрных Вдовцов» (1974)
- «Murder in the ABA» — «Убийство в Эй-Би-Эй» (1976)
- «The key word and other mysteries» (сборник) — «Ключевое слово и другие детективы» (1977)
- «More tales of the black widowers» (сборник) — «Другие истории Чёрных Вдовцов» (1980)
- «Casebook of the black widowers» (сборник) — «Журнал Чёрных Вдовцов» (1980)
- «The Union Club mysteries» (сборник) (1983)
- «Banquets of the black widowers» (сборник) (1984)
- «The disappearing man and other mysteries» (сборник) — «Исчезающий человек и другие детективы» (1985)
- «The best mysteries of Isaac Asimov» (сборник) — «Лучшие детективы Айзека Азимова» (1986)
- «Puzzles of the black widowers» (сборник) — «Головоломки Чёрных Вдовцов» (1990)
- «The return of the black widowers» (сборник) — «Возвращение Чёрных Вдовцов» (2003)

## Поэзия
- Распутные пятистишия. Lecherous limericks '75
- More lecherous limericks '76
- Still more lecherous limericks '77
- Asimov’s Sherlokian limericks '78
- Limericks: too gross '78 (в соавторстве с Д. Сиарди)
- A grossery of limericks '81 (в соавторстве с Д. Сиарди)
- Limericks for children '84

## Научная и научно-популярная литература
1952
- Биохимия и метаболизм человека (в соавторстве с Уильямом Бойдом[англ.] и Б. Уолкером)

1954
- Химические агенты жизни

1955
- Расы и народы. Ген, мутация и эволюция человека (в соавторстве с Уильямом Бойдом[англ.])

1956
- Химия и здоровье человека (в соавторстве с Б. Уолкером, М. Николас)
- Внутри атома

1957
- Строительный материал Вселенной. Вся Галактика в таблице Менделеева
- Всего лишь триллион + Чудеса науки (сборник научных эссе)

1958
- Мир углерода
- Мир азота

1959
- Часы, по которым мы живем. От солнечных часов до лунного календаря
- Кровь: река жизни
- В мире чисел. От арифметики до высшей математики
- Язык науки

1960
- Перевороты в науке (для детей)
- Путеводитель по науке для разумного человека (2 тома)
- Царство солнца. От Птолемея до Эйнштейна
- Мир измерений. От локтей и ярдов к эргам и квантам
- Спутники Земли
- Двойная планета
- Источник жизни

1961
- Царство алгебры
- Занимательная мифология. Новая жизнь древних слов

1962
- Факт и фантазия
- Энергия жизни. От искры до фотосинтеза
- Исследование элементов
- Слова в Книге Бытия
- Слова на карте
- Вид с высоты

1963
- Генетический код. От теории эволюции до расшифровки ДНК
- Популярная анатомия. Строение и функции человеческого тела
- Мошенник, организовавший победившую революцию (по истории)
- Слова в Книге Исхода

1964
- Четвёртое измерение. От Аристотеля до Эйнштейна
- Человеческий мозг. От аксона до нейрона
- Занимательная арифметика. От сложного к простому
- Краткая история биологии
- Планеты для людей (в соавторстве с С. Дойл)
- Азимовская биографическая энциклопедия науки и техники

1965
- Знакомство с логарифмической линейкой
- История Греции. От Древней Эллады до наших дней
- О времени, пространстве и других вещах
- Краткая история химии: Развитие идей и представлений в химии
- Новый путеводитель по науке для разумного человека

1966
- Нейтрино — призрачная частица атома
- Генетические эффекты радиации (в соавторстве с Т. Добжинским)
- Инертные газы
- Римская республика. От семи царей до республиканского правления
- От земли до небес (17 научных эссе)
- Элементарная физика в трёх томах
  - том 1. Движение, звук и тепло
  - том 2. Свет, магнетизм и электричество
  - том 3. Электроны, протоны и нейтроны
- Вселенная. От плоской Земли до квазаров (переработанное издание: Вселенная: от Земли до чёрных дыр и далее 80)

1967
- Римская империя. Величие и падение Вечного города
- Луна (для детей)
- Загадки мироздания: известные и неизвестные факты
- К границе Вселенной
- Египтяне. От древней цивилизации до наших дней
- Марс (для детей)
- Прибор не на своём месте

1968
- Загадки микрокосмоса. От атома до галактики
- Ближний Восток. История десяти тысячелетий
- Азимовский путеводитель по Библии — том 1 (Ветхий Завет)
- Темные века. Раннее Средневековье в хаосе войн
- Галактики (для детей)
- Звёзды (для детей)
- Слова в истории. Великие личности и знаменательные события
- Фотосинтез

1969
- Азимовский путеводитель по Библии — том 2 (Новый Завет)
- История Англии. От ледникового периода до Великой хартии вольностей
- Открытия двадцатого века
- Опус 100
- Азбука космоса (для детей)
- Великие научные идеи: от Пифагора до Дарвина

1970
- В Солнечную систему и обратно (сборник научных эссе)
- Путеводитель по Шекспиру (в 2-х томах)
  - том 1 — Английские пьесы
  - том 2 — Греческие, римские и итальянские пьесы
- Константинополь. От легендарного Виза до династии Палеологов
- Азбука океана (для детей)
- Свет (для детей)

1971
- Земля и космос. От реальности к гипотезе
- Что создаёт солнечный свет
- Отвратительный старик (юмор в науке)
- Азимовская сокровищница юмора (юмор в науке и истории)
- Земля Ханаанская. Родина иудаизма и христианства
- Азбука Земли (для детей)
- Словарь космоса

1972
- Больше слов науки
- Человек и электричество
- История Франции. От Карла Великого до Жанны д’Арк
- Азбука экологии
- История страдания (по Библии)
- Миры внутри миров
- Асимметрия жизни. От секрета научных прозрений до проблемы перенаселения
- Азимовский путеводитель по науке
- Научная программа «ГИНН» в пяти томах
  - том 1. Промежуточный уровень А (для детей)
  - том 2. Промежуточный уровень Б (для детей)
  - том 3. Промежуточный уровень В (для детей)

1973
- Научная программа «ГИНН» в пяти томах
  - том 4. Передовой уровень А
  - том 5. Передовой уровень Б
- Откуда мы знаем о…? (1973—1984) 24 книги (Динозаврах. Том, что Земля круглая. Электричестве. Витаминах. Эмбрионах. Кометах. Энергии. Атомах. Ядерной энергии. Числах. Ближнем космосе. Землетрясениях. Чёрных дырах. Происхождении человека. Антарктиде. Угле. Нефти. Солнечной системе. Вулканах. Жизни в глубине моря. Наших генах. Вселенной. Компьютерах. Роботах)
- Трагедия Луны (сборник научных эссе)
- Кометы и метеоры (для детей)
- Солнце (для детей)
- История Северной Америки от древних времён до 1763 года
- Позвольте объяснить (для детей)
- Физика сегодня
- Юпитер, крупнейшая планета (для детей)

1974
- Вчера, сегодня и… (сборник эссе)
- Создание Соединённых Штатов, 1763—1816 годы
- Земля: наш переполненный космический корабль
- Азимов в химии
- Азимов в астрономии
- Положение нашего мира в космосе (о перспективах космонавтики, в соавторстве с Робертом Макколлом)
- Как мы узнали о витаминах?

1975
- Солнечная система
- Рождение и смерть Вселенной (о происхождении мира)
- О делах великих и малых (сборник научных эссе)
- Федеральный союз: Соединённые Штаты от 1816 до 1869 года
- Края мира: полярные области Земли
- Взгляд во Вселенную: история телескопа
- Прошлое науки — будущее науки (сборник научных эссе)

1976
- Альфа Центавра, ближайшая звезда (для детей)
- Я — раввин (для детей)
- Азимов в физике
- Планета, которой нет (по астрономии)

1977
- Коллапсирующая Вселенная: история чёрных дыр
- Азимов в арифметике
- Начало и конец (сборник научных эссе)
- Аннотация известных поэм
- Золотая дверь: Соединённые Штаты от 1865 до 1918 г.
- Ключевое слово и другие тайны (для детей)
- Марс, красная планета (для детей)

1978
- Жизнь и время (сборник научных эссе)
- Квазар, квазар, гори ярче
- Животные в Библии

1979
- Азимовская книга фактов (удивительные факты)
- Внеземные цивилизации
- Выбор катастроф
- Сатурн и далее
- Опус 200
- В памяти по-прежнему молод: Автобиография Айзека Азимова, 1920—1954 г.
- Путь в бесконечность (сборник научных эссе)

1980
- По-прежнему чувствую радость: Автобиография Айзека Азимова, 1954—1978 г.

1981
- Перемены! 71 отблеск грядущего
- Обозрение Вселенной
- Азимов в научной фантастике
- Венера, ближайший сосед со стороны Солнца (для детей)
- Яркий свет Солнца
- В начале

1982
- Освоение Земли и космоса

1983
- Измерение Вселенной
- Блуждающий разум

1984
- Икс — значит неизвестно
- Опус 300
- История развития физики (в одном томе)
- Новый азимовский путеводитель по науке

1985
- Роботы: где кончаются машины и начинается жизнь (под редакцией Азимова и К. Френкель)
- Взрывающиеся солнца. Тайны сверхновых
- Азимовский справочник по комете Галлея
- Субатомный монстр (сборник научных эссе)
- Завтрашний кризис (эссе и рассказы по истории науки)
- Откуда мы знаем о ДНК?

1986
- Опасности разума
- Дополнительные Азимовы
- Так далеко, как может видеть глаз человека

1987
- Прошлое, настоящее и будущее

1988
- Относительность неправды

1989
- Откуда мы знаем о фотосинтезе?

## Редактор антологий научной фантастики
1962
- Советская научная фантастика
- Снова советская научная фантастика
- Лауреаты премии Хьюго (62—85) в 4-х томах

1963
- 50 коротких рассказов[англ.] (под редакцией Азимова и Г. Конклин[англ.])

1966
- Завтрашние дети: 18 рассказов

1971
- Как мы отсюда выйдем?

1973
- Лауреаты премии Небьюла, № 8

1974
- До золотого века: Антология НФ 30-х годов

1977
- Отобрано Азимовым: Астронавты и андроиды
- Отобрано Азимовым: Чёрные дыры и чудовища с безумными глазами

1978
- Отобрано Азимовым: Кометы и компьютеры
- Отобрано Азимовым: Чёрные звёзды и драконы
- 100 коротких НФ рассказов (под редакцией Азимова, Мартина Гринберга[англ.] и Джозефа Оландера)

1979
- Научно-фантастическая Солнечная система (под редакцией Азимова, Мартина Гринберга[англ.] и Ч. Во)
- 13 НФ преступлений (под редакцией Азимова, Мартина Гринберга[англ.] и Ч. Во)
- А. Азимов представляет: знаменитые НФ рассказы (1979—1984) в 11 томах (под редакцией Азимова и Мартина Гринберга[англ.])

1980
- Рассказы о микрокосмосе: 100 удивительных НФ историй (под редакцией Азимова, Мартина Гринберга[англ.] и Джозефа Оландера)
- Космическая почта-1 (под редакцией Азимова, Мартина Гринберга[англ.] и Джозефа Оландера)
- Будущее под вопросом (под редакцией Азимова, Мартина Гринберга[англ.] и Джозефа Оландера)
- Кто это сделал? (под редакцией Азимова и Алисы Лоуренс)
- Семь смертных грехов в НФ (под редакцией Азимова, Мартина Гринберга[англ.] и Ч. Во)

1981
- Миниатюрные тайны: 100 маленьких ужасных таинственных историй (под редакцией Азимова, Мартина Гринберга[англ.] и Джозефа Оландера)
- Короткая НФ (1981—1984) в 12 томах: (После конца. Мыслящие машины. путешествия во времени. Ужасные изобретения. Сумасшедшие учёные. Мутанты. Завтрашнее телевидения. Вторжения на Землю. Ужасные насекомые. Дети будущего. Бессмертные. Искривления времени) (под редакцией Азимова, Мартина Гринберга[англ.] и Ч. Во)
- Фантастические существа
- Лучшая фантастика XIX века в 3 томах (под редакцией Азимова, Мартина Гринберга[англ.] и Ч. Во)
- Фантастика, восхитившая Азимова
- 12 рождественских преступлений (под редакцией Азимова, Мартина Гринберга[англ.] и Ч. Во)
- 7 основных добродетелей в НФ (под редакцией Азимова, Мартина Гринберга[англ.] и Ч. Во)

1982
- Телевидение 2000 года (под редакцией Азимова, Мартина Гринберга[англ.] и Ч. Во)
- Последний человек на Земле (под редакцией Азимова, Мартина Гринберга[англ.] и Ч. Во)
- Таинственные истории о танталовых муках в закрытых комнатах (под редакцией Азимова, Мартина Гринберга[англ.] и Ч. Во)
- Космическая почта-2 (под редакцией Азимова, Мартина Гринберга[англ.] и Ч. Во)
- Смеющийся космос: весёлая НФ (под редакцией Азимова и Жанет Джепсон)
- Размышления (под редакцией Азимова и Алисы Лоуренс)
- НФ от А до Я: словарь основных тем НФ (под редакцией Азимова, Мартина Гринберга[англ.] и Ч. Во)
- Летающие колдуны (под редакцией Азимова, Мартина Гринберга[англ.] и Ч. Во)
- Рассказы о драконах (под редакцией Азимова, Мартина Гринберга[англ.] и Ч. Во)
- Лучшее в мировой фантастике

1983
- Орбита наллюцинаций: психология в НФ (под редакцией Азимова, Мартина Гринберга[англ.] и Ч. Во)
- Магические миры фэнтези (1983—1984) в 2 томах. (Колдуны. Ведьмы) (под редакцией Азимова и Мартина Гринберга[англ.])
- Пойманный в органах отбора: биология в НФ (под редакцией Азимова, Мартина Гринберга[англ.] и Ч. Во)
- Тайны большого яблока
- Невесомая книга НФ (под редакцией Азимова, Мартина Гринберга[англ.] и Дж. Мартин)
- Звёздный корабль (под редакцией Азимова, Мартина Гринберга[англ.] и Ч. Во)
- Удивившее Азимова

1984
- Преступления и шалости компьютеров (под редакцией Азимова, Мартина Гринберга[англ.] и Ч. Во)
- Машины, которые мыслят (под редакцией Азимова, Мартина Гринберга[англ.] и П. Уоррик)
- 100 лучших рассказов фэнтези (под редакцией Азимова, Мартина Гринберга[англ.] и Т. Карр)
- Лучшая НФ первых фантастов (под редакцией Азимова, Мартина Гринберга[англ.] и Ч. Во)
- Убийство на выбор
- Шерлок Холмс через время и пространство (под редакцией Азимова, Мартина Гринберга[англ.] и Ч. Во)
- Жизнь в будущем
- Удивившее Азимова-2 (под редакцией Азимова и Мартина Гринберга[англ.])
- Выборы в 2084 г.: рассказы о политике будущего (под редакцией Азимова и Мартина Гринберга[англ.])
- Дети-мутанты (под редакцией Азимова, Мартина Гринберга[англ.] и Ч. Во)
- Дети-внеземляне (под редакцией Азимова, Мартина Гринберга[англ.] и Ч. Во)

1985
- Дети-чудовища (под редакцией Азимова, Мартина Гринберга[англ.] и Ч. Во)
- Дети-призраки (под редакцией Азимова, Мартина Гринберга[англ.] и Ч. Во)
- Известные НФ рассказы знаменитых учёных (под редакцией Азимова, Мартина Гринберга[англ.] и Ч. Во)
- Чёртова дюжина

1987
- Дети — колдуны и ведьмы